# شهین تسلیمی
شهین تسلیمی نازو درویشی (زادهٔ ۱۹ شهریور ۱۳۳۴) بازیگر سینما و تلویزیون اهل ایران است.

## زندگی‌نامه
وی در جوانی تئاتر بازی می‌کرده‌است و همچنین در رادیو هم تست صدا داده و قبول شده بود اما به علت مخالفت خانواده هر دو را رها کرد. اولین حضور او در جلوی دوربین به سریال باغ مظفر بر می‌گردد. الیزابت امینی وی را برای ایفای نقش در این سریال به مهران مدیری معرفی کرده بود.
وی بازی کوتاهی در سریال بزنگاه به کارگردانی رضا عطاران در سال هشتاد و هفت داشت و با حضور پررنگ تر در سریال «زن بابا» به کارگردانی سعید آقاخانی به شهرت رسید و پس از آن در سریال‌های کمدی «چهارچرخ» و «خانه اجاره‌ای» بازی کرد. این بازیگر با حضور در سریال‌های «وضعیت سفید» و «ارمغان تاریکی» نشان داد که به‌خوبی از پس نقش‌های جدی هم برمی آید. از دیگر کارهایش می‌توان به فیلم‌های «طلا و مس»، «آوار» و مجموعه‌های «دلنوازان»، «حیرانی»، «باغ مظفر»، «مادرانه»، «دردسرهای عظیم۱ و دردسرهای عظیم۲» و . . . اشاره کرد.

## فیلم‌شناسی

### سینمایی
- آنجا کسی دیوانه نیست(نیما هاشمی ١۴٠۴)[۱]
- شهر هرت (۱۴۰۱، کریم امینی)
- زن‌ها فرشته‌اند ۲ (۱۳۹۸، آرش معیریان)
- مورچه خوار (۱۳۹۸، شاهد احمدلو)
- آپاچی (۱۳۹۷، آرش معیریان)[۲]
- ژن خوک (۱۳۹۷، سعید سهیلی)[۳]
- اولین امضا برای رعنا (۱۳۹۶، علی ژکان)
- دم‌سرخ‌ها (۱۳۹۶، آرش معیریان)
- هزارپا (۱۳۹۶، ابوالحسن داوودی)
- پل خواب (۱۳۹۳، اکتای براهنی)[۴]
- اسب سفید پادشاه (۱۳۹۳، محمدحسین لطیفی)
- آذر، شهدخت، پرویز و دیگران (۱۳۹۲، بهروز افخمی)
- فصل فراموشی فریبا (۱۳۹۲، عباس رافعی)
- آدم‌آهنی (۱۳۹۱، رحیم بهبودی فر)
- یکی می‌خواد باهات حرف بزنه (۱۳۹۰، منوچهر هادی)
- طلا و مس (۱۳۸۷، همایون اسعدیان)

### نمایش خانگی
- جادوگر(۱۴۰۱، مسعود اطیابی)
- قصه هزار افسون (۱۴۰۰، سعید عباسی)
- هشتک خاله سوسکه(۱۳۹۷، محمد مسلمی)

### مجموعه تلویزیونی
- یزدان[۵] (۱۴۰۳، منوچهر هادی)
- با عرض معذرت (۱۴۰۳، محمدرضا حاجی‌غلامی)
- بوقچی (۱۴۰۳–۱۴۰۲، حسن حبیب‌زاده)
- چرخ گردون ۲ (۱۴۰۳، جواد مزدآبادی)
- طوبی (۱۴۰۳، سعید سلطانی)
- فراری (۱۴۰۳، امیر داسارگر)
- رخنه (۱۴۰۳، علی غفاری)
- بدل (۱۴۰۳، علیرضا مسعودی)
- چرخ گردون (۱۴۰۲، جواد مزدآبادی)
- بازپرس  (۱۴۰۲، احمد معظمی)
- چشم‌بندی  (۱۴۰۱، شاهد احمدلو)
- آزادی مشروط (۱۴۰۱، مسعود ده نمکی)
- حکم رشد (۱۴۰۱، حسن لفافیان)
- خانه پرتقالی‌ها (۱۴۰۱، علیرضا طهرانی)
- دردسرهای شیرین (۱۴۰۱، سهیل موفق)
- رعد و برق (۱۴۰۰، بهروز افخمی)
- ۸۷ متر (۱۴۰۰، کیانوش عیاری)
- در کنار پروانه‌ها (۱۴۰۰، داریوش یاری)
- زن زندگی مرد زندگی (۱۴۰۰، غلامرضا رمضانی، مسعود شاه محمدی)
- بچه مهندس ۴ (۱۴۰۰، احمد کاوری)
- پلاک ۱۳ (۱۴۰۰، آرش معیریان)
- آخر خط (۱۳۹۹، علیرضا مسعودی)
- میانبر ۲ (۱۳۹۹، یزدان فتوحی)
- میانبر ۱ (۱۳۹۸، یزدان فتوحی)
- بچه محل (۱۳۹۸، احمد درویشعلی پور)
- سرگذشت (۱۳۹۸، سیدجمال سیدحاتمی)
- دریا نزدیک است (۱۳۹۸، علی موسی مهدی پور)
- زوج یا فرد(۱۳۹۸، علیرضا نجف زاده)
- برسر دو راهی (۱۳۹۸، بهرنگ توفیقی)
- زیر یک سقف (۱۳۹۷، حامد تهرانی)
- سر دلبران (۱۳۹۷، محمدحسین لطیفی)
- نوار زرد (۱۳۹۶، پوریا آذربایجانی)
- پنچری (۱۳۹۶، برزو نیک نژاد)
- نفس شیرین (۱۳۹۶، سیامک خواجه وند)
- ماه و پلنگ (۱۳۹۵، احمد امینی)
- همسایه‌ها (۱۳۹۵، مهران غفوریان)
- پادری (۱۳۹۵، محمدحسین لطیفی)
- غیرعلنی  (۱۳۹۴، مهرداد خوشبخت)
- پشت بام تهران (۱۳۹۴، بهرنگ توفیقی)
- کیمیا (۱۳۹۴، جواد افشار)
- دردسرهای عظیم ۲ (۱۳۹۴، برزو نیک نژاد)
- سر به راه (۱۳۹۴، سعید سلطانی)
- دردسرهای عظیم (۱۳۹۳، برزو نیک نژاد)
- قهر و آشتی (۱۳۹۳ یک اپیزود، علی ژکان)
- خوب بد زشت (۱۳۹۳، منوچهر هادی)
- مادرانه (۱۳۹۲، جواد افشار)
- خداحافظ بچه (۱۳۹۱، منوچهر هادی)
- چمدان (۱۳۹۱، خسرو ملکان)
- دزد و پلیس (۱۳۹۱، سعید آقاخانی)
- خانه اجاره‌ای ۲ (۱۳۹۱، ارژنگ امیرفضلی)
- چهار چرخ (۱۳۹۰، جواد مزدآبادی)
- وضعیت سفید (۱۳۹۰، حمید نعمت‌الله)
- خانه اجاره‌ای (۱۳۹۰، شاهد احمدلو، رامین ناصر نصیر)
- ارمغان تاریکی (۱۳۸۹، جلیل سامان)
- زن‌بابا (۱۳۸۸، سعید آقاخانی)
- پنجمین خورشید (۱۳۸۸، علیرضا افخمی)
- دلنوازان (۱۳۸۸، حسین سهیلی زاده)
- بزنگاه (۱۳۸۷، رضا عطاران)
- مرد هزارچهره (۱۳۸۶، مهران مدیری)
- چارخونه  (۱۳۸۶، سروش صحت)
- ساعت شنی (۱۳۸۶، بهرام بهرامیان)
- باغ مظفر (۱۳۸۵، مهران مدیری)